# Alive (пісня Pearl Jam)
«Alive» (укр. Живий) — пісня американського рок-гурту Pearl Jam, перший сингл з дебютного альбому Ten (1991).

## Історія створення
Автором пісні став гітарист Стоун Ґоссард. В 1990 році він грав у сіетлському рок-гурті Mother Love Bone та написав композицію «Dollar Short». Після смерті вокаліста Ендрю Вуда Mother Love Bone розпались, а Стоун Ґоссард разом з бас-гітаристом Джефом Аментом вирішили створити новий колектив. До них приєднався гітарист Майк Маккріді і разом вони записали демозапис, до якого потрапила і пісня «Dollar Short».
В пошуках барабанщика та вокаліста музиканти поширювали демоплівки серед своїх знайомих, серед яких був колишній учасник Red Hot Chili Peppers Джек Айронс. Айронс відмовився грати у гурті, але віддав касету своєму знайомому Едді Веддеру з Сан-Дієго, який працював на автозаправній станції та мав власне шоу на радіо. Веддер написав тексти для трьох пісень, заспівав їх поверх оригінальної музики та відправив до Сіетлу. Гурт був настільки вражений результатом, що одразу запросив Веддера до Сіетлу і невдовзі він став повноцінним фронтменом гурту, який на той час називався Mookie Blaylock.

## Зміст пісні
Згідно з новим приспівом, пісня отримала назву «Alive». У ній співалося про хлопця, який дізнався від матері, що його справжнім батьком була інший чоловік, який помер декілька років тому. Едді Веддер визнавав, що цей епізод був автобіографічним і стався з ним в підлітковому віці. Друга частина пісні, в якій мати віддається синові, що зовнішністю нагадує батька, була повністю вигаданою. Головному герою доводиться вчитись жити з розумінням гіркої правди про вмерлого тата, і він каже сам собі: «Я ще живий».
«Alive» вважається першою частиною трилогії пісень, що було записано для дебютного студійного альбому гурту. Її продовженням стала пісня «Once», в якій головний герой божеволіє і починає вбивати людей. Третя частина «Footsteps», що не потрапила до альбому, але вийшла як бі-сайд, розповідала про те, як чоловік за ґратами чекає на вирок.

## Випуск пісні
Пісню було виконано вперше 22 жовтня 1990 року, під час першого концерту гурту, що виступив під назвою Mookie Blaylock в сіетльському клубі Off Ramp. В січні 1991 року була записана демоверсія «Alive», а через декілька місяців гурт записав повноцінну студійну версію для дебютного альбому Ten.
7 червня 1991 року «Alive» вийшла як перший синглу з альбому. На зворотній стороні семидюймової платівки було опубліковано пісню «Once». «Alive» не потрапила до основного національного чарту Billboard Hot 100, хоча й увійшла до списку Bubbling Under Hot 100, а також піднялась на 16 місце в хіт-параді Mainstream Rock. В кінці літа — 27 серпня 1991 року — вийшов весь альбом Ten, і згодом досяг другої позиції в американському хіт-параді Billboard 200.

## Історичне значення
«Alive» вважається однією з найкращих пісень Pearl Jam. Зокрема, в опитуванні читачів музичного журналу Rolling Stone вона зайняла друге місце, поступившись лише іншому хіту з дебютного альбому, баладі «Black».
Оглядачі Rolling Stone поставили «Alive» на 416 місце в списку «500 найкращих пісень всіх часів», назвавши її початком історії гурту і відзначивши неймовірну швидкість, з якою Едді Веддер та інші музиканти, що тільки-но познайомились, створили справжній хіт. «Alive» також опинилась на 33 місці в списку найкращих «100 дебютних синглів всіх часів» того ж видання.
Гітарне соло Майка Маккріді до «Alive» увійшло до списку «100 найкращих гітарних соло», створеного музичним журналом Guitar World у 2013 році.